# Gods of War (album Blasphemy)
 Gods of War – drugi album studyjny zespołu Blasphemy. Wydany w 1993 roku.

## Lista utworów
1. Intro: "Elders of the Apocalypse"/"Blood Upon the Altar" - 02:30
2. "Blasphemous Attack" 02:01
3. "Gods of War" - 00:26
4. Intro:"Atomic Nuclear Desolation" - 00:42
5. "Nocturnal Slayer" - 02:22
6. "Emperor of the Black Abyss" - 03:20
7. Intro:"Blasphemy" - 03:42
8. Intro:"Necrosadist" - 02:41
9. "War Command" - 00:46
10. "Empty Chalice" - 01:44

## Twórcy
- Nocturnal Grave Desecrator And Black Winds - śpiew
- Bestial Saviour Of The Undead Legions - gitara basowa
- Caller Of The Storms - gitara
- Deathlord Of Abomination And War Apocalypse - gitara
- Three Black Hearts Of Damnation And Impurity - perkusja